# Gohad
Gohad là một thành phố và khu đô thị của quận Bhind thuộc bang Madhya Pradesh, Ấn Độ.

## Địa lý
Gohad có vị trí 26°26′B 78°26′Đ / 26,43°B 78,44°Đ Nó có độ cao trung bình là 159 mét (521 feet).

## Nhân khẩu
Theo điều tra dân số năm 2001 của Ấn Độ, Gohad có dân số 45.194 người. Phái nam chiếm 55% tổng số dân và phái nữ chiếm 45%. Gohad có tỷ lệ 57% biết đọc biết viết, thấp hơn tỷ lệ trung bình toàn quốc là 59,5%: tỷ lệ cho phái nam là 68%, và tỷ lệ cho phái nữ là 44%. Tại Gohad, 17% dân số nhỏ hơn 6 tuổi.